# St. Dionysius (Rahrbach)

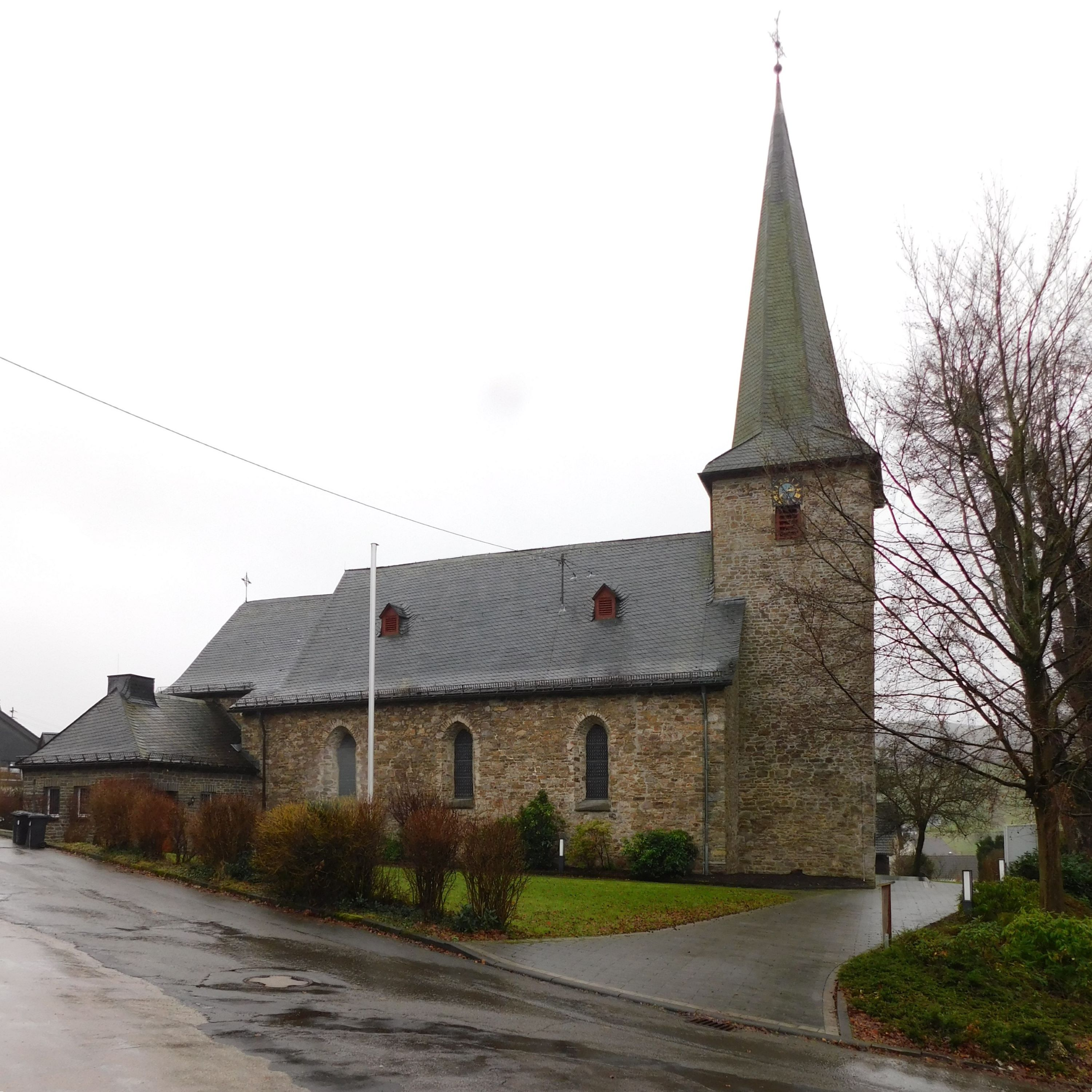
St. Dionysius, Außenansicht

Die katholische Pfarrkirche St. Dionysius ist ein denkmalgeschütztes Kirchengebäude in Rahrbach, einem Ortsteil der Gemeinde Kirchhundem im Kreis Olpe (Nordrhein-Westfalen).

## Geschichte und Architektur

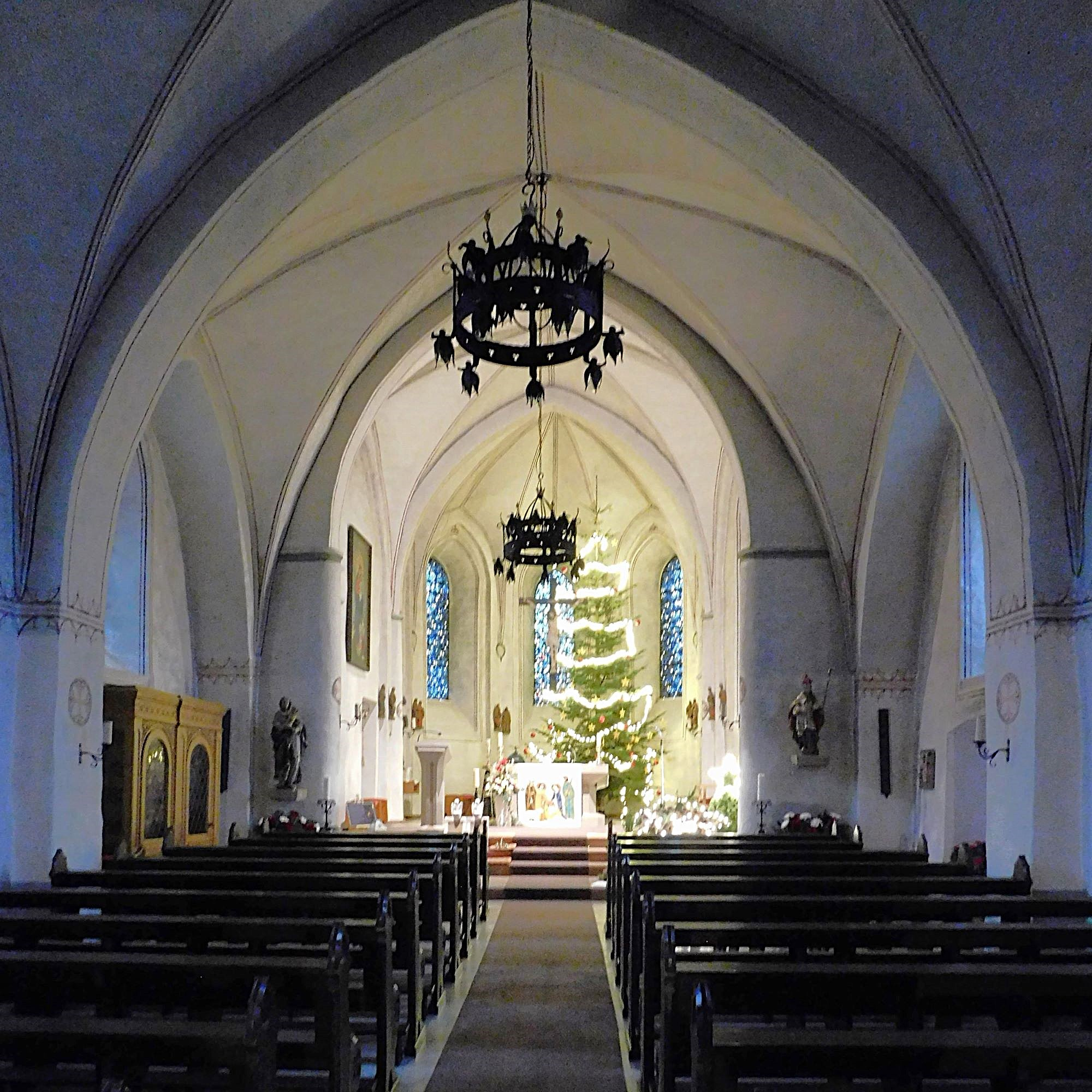
Innenansicht nach Osten

Der dreijochige, frühgotische Bruchsteinbau wurde am Ende des 13. Jahrhunderts errichtet. Gratgewölbe mit Scheitelkehlen zwischen spitzbogigen Gurten und Blenden ruhen auf kräftigen Wandpfeilern Der Chor mit 5/8 Schluss ist eingezogen. Die Kirche ist mit einem Westturm ausgestattet.

## Ausstattung
- Im Chor stehen geschnitzte Apostelfiguren vom Anfang des 16. Jahrhunderts
- Ein Reliquienkopf des Hl. Dionysius aus Holz vom 17. Jahrhundert
- Ein Kruzifix aus dem 17. Jahrhundert
- Ein prachtvoller Kelch vom Anfang des 17. Jahrhunderts aus vergoldetem Silber. Er ist mit Passionsreliefs verziert und trägt ein Wappen auf dem Fuß.[1]

## Orgel

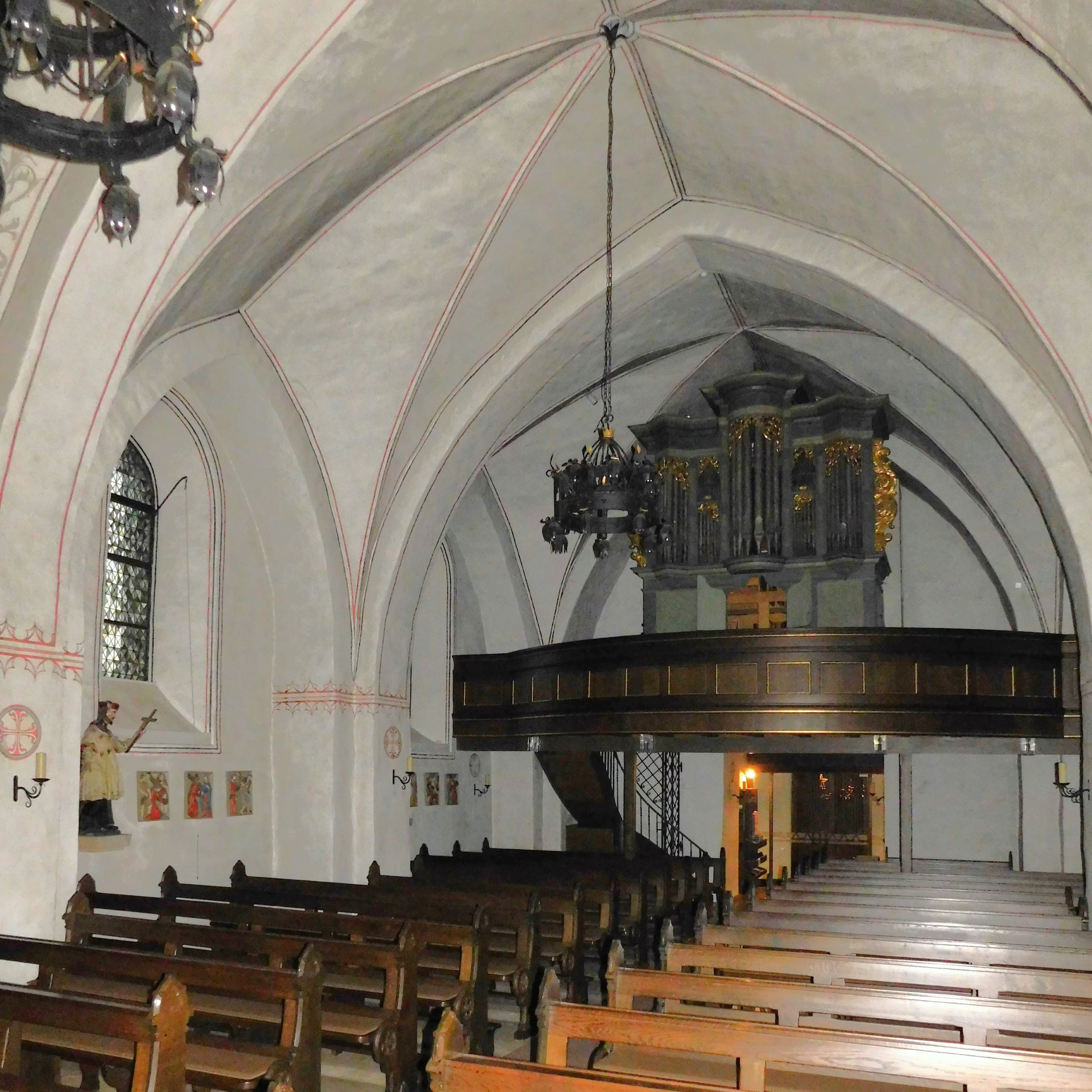
Innenansicht nach Westen

Die Orgel stammt aus den Jahren 1701/02. Das Instrument wurde von Johann Christoph Ruhm erbaut. Im Laufe der Zeit wurde das Instrument mehrfach umgebaut, und zuletzt von dem Orgelbauer Joachim Kreienbrink (Osnabrück) restauriert. Das Schleifladen-Instrument hat 16 Register aus zwei Manualwerken und Pedal. Die Trakturen sind mechanisch.
| I Hauptwerk C–c3 |                  |       |
| 01.              | Prinzipal        | 8′    |
| 02.              | Gedackt          | 8′    |
| 03.              | Viola di Gamba 0 | 8′    |
| 04.              | Octav            | 4′    |
| 05.              | Gedackt          | 4′    |
| 06.              | Quinte           | 2 ⁄3′ |
| 07.              | Octav            | 2′    |
| 08.              | Sesquialtera III |       |
| 09.              | Mixtur IV        |       |
| 10.              | Trompete         | 8′    |

| II Gregorianisches Manual C–c3 |                          |    |
| 11.                            | Gedackt (= Nr. 2)        | 8′ |
| 12.                            | Viola di Gamba (= Nr. 3) | 8′ |
| 13.                            | Gedackt (= Nr. 5)        | 4′ |

| Pedalwerk C–c1 |           |     |
| 14.            | Subbaß    | 16′ |
| 15.            | Octavbaß  | 08′ |
| 16.            | Posaune 0 | 16′ |

- Koppel: Pedalkoppel